# ريتشارد شوين
ريتشارد ميلفين شوين (بالإنجليزية: Richard Schoen)‏ (من مواليد 23 أكتوبر 1950) هو عالم رياضيات أمريكي معروف بعمله في الهندسة التفاضلية.
ولد في سيلينا، أوهايو، وتخرج من مدرسة فورت ريكافري الثانوية عام 1968، وحصل على درجة البكالوريوس من جامعة دايتون في الرياضيات. حصل بعد ذلك على درجة الدكتوراه في عام 1977 من جامعة ستانفورد، ويشغل حاليًا منصب كرسي التميز في التدريس بجامعة كاليفورنيا في إيرفين. يُعرف لقبه بـ"شوين"، ربما باعتباره انعكاس لللهجة الإقليمية التي يتحدث بها بعض أسلافه الألمان.